# Progres
Prin progres (din franceză progrès, latină progressus) se înțelege o îmbunătățire a condiției, ocazional și o apropiere față de obiectiv, printr-o dezvoltare în linie ascendentă, de la simplu la complex, de la inferior la superior, prin apariția și consolidarea noului.
Conceptul, care are mai multe sensuri, aduce cu sine diferite efecte de ordin istoric și cultural și pregnează în mod deosebit concepția asupra lumii a modenității occidentale.